# 繁星
《繁星》，作家冰心的现代诗诗集，冰心另外还有一本知名诗集是《春水》。这两本诗集一同被列入中国大陆语文新课标必读书目。
冰心的代表作分别有小说集《超人》、诗集《繁星》、《春水》、散文集《寄小读者》、译著泰戈尔《吉檀迦利》。

## 写作及出版
1919年冬天的晚上，冰心和弟弟冰仲围着火炉阅读印度诗人泰戈尔的《迷途之鸟》。弟弟听了之后，对冰心说：“你不是常说有时思想太零碎了，不容易写成篇段么？其实也可以这样收集起来。”听从了弟弟的建议，冰心就把自己对人生感悟的诗句收集起来，最初发表在《晨报·副镌》。1923年，《繁星》诗集出版。

## 内容
该诗集主要是描述冰心对自然、对母爱、对孩童等的热爱。例如：
- 写自然：“繁星闪烁着，深蓝的天空，何曾听得见它们对语？沉默中，微光里，它们深深的互相颂赞了”

- 写家乡：“故乡的海波呵！你那飞溅的浪花，从前怎样一滴一滴的，敲我的磐石。”

- 写母爱：“母亲呵，哪一颗星没有光？哪一多花没有香？哪一次我的思潮里，没有你波涛的清响？”

- 写孩童：“真理，在婴儿的沉默中，不在聪明人的辩论里。”

## 主題和思想
冰心的思想来源于印度诗人泰戈尔，该诗集主题也是冰心一贯所倡导的“爱的哲学”，爱自然、爱家乡、爱父母、爱孩童，即哲学家和宗教人士所谓的“泛爱”。在冰心这些诗句里，从往事、友人、童年、家乡的记忆里，都蕴藏着她深深的哀愁；同时也有五四运动以来提倡个性自由、民主科学的精神，强调奋斗和自强。例如：“成功的花，人们只惊羡于它现时的明艳。然而当初它的芽儿，浸透了奋斗的泪泉，洒遍了牺牲的血雨。”

## 评价
冰心曾自己评价这诗集，“零碎的诗句，是学海中的一点浪花罢；然而它们是光明闪烁的，繁星般嵌在心灵的天空里。”